# Tibiran-Jaunac
 Tibiran-Jaunac  es una población y comuna francesa, situada en la región de Mediodía-Pirineos, departamento de Altos Pirineos, en el distrito de Bagnères-de-Bigorre y cantón de Saint-Laurent-de-Neste.

## Demografía
| 244 | 240 | 222 | 229 | 246 | 246 | 247 |
| Para los censos de 1962 a 1999 la población legal corresponde a la población sin duplicidades (Fuente: INSEE [Consultar]) |     |     |     |     |     |     |